# Zgornji Prekar
Zgornji Prekar je naselje v Občini Moravče.